# Charles Régnier
Pour les articles homonymes, voir Régnier.
Charles Régnier, né le 22 juillet 1914 à Fribourg-en-Brisgau (Allemagne) et mort le 13 septembre 2001 à Bad Wiessee (Allemagne), est un acteur allemand.

## Biographie
Au cours de sa carrière, Charles Régnier a participé à plus de 135 films entre 1949 et 2001.
Il a été marié à l'actrice allemande Sonja Ziemann de 1972 à 2001.

## Filmographie partielle
- 1949 : La Chair (Der Ruf) de Josef von Báky
- 1954 : L'Amiral Canaris (Canaris) d'Alfred Weidenmann
- 1955 : Oasis d'Yves Allégret
- 1955 : Rendez-moi justice d'Alfred Weidenmann
- 1955 : Feu magique (Magic Fire) de William Dieterle
- 1956 : Kitty à la conquête du monde (aussi Kitty, une sacrée conférence) d'Alfred Weidenmann
- 1956 : Anastasia, la dernière fille du tsar d'Falk Harnack
- 1957 : Königin Luise de Wolfgang Liebeneiner : Talleyrand
- 1958 : Le Temps d'aimer et le Temps de mourir de Douglas Sirk
- 1959 : Cour martiale de Kurt Meisel
- 1959 : Et tout le reste n'est que silence d'Helmut Käutner
- 1959 : La Belle et l'Empereur d'Axel von Ambesser
- 1960 : Le Bal des espions de Michel Clément
- 1960 : Les Mystères d'Angkor (Herrin der Welt) de William Dieterle
- 1961 : Le Dernier Passage de Phil Karlson
- 1961 : L'Affaire Nina B. de Robert Siodmak
- 1961 : Die Ehe des Herrn Mississippi de Kurt Hoffmann
- 1962 : Wenn beide schuldig werden de Hermann Leitner
- 1962 : Trahison sur commande de George Seaton
- 1962 : Adorable Julia d'Alfred Weidenmann
- 1962 : Les Liaisons douteuses de Rolf Thiele
- 1962 : Échec à la brigade criminelle (Das Testament des Dr. Mabuse) de Werner Klingler
- 1963 : Le Grand Retour (Miracle of the White Stallions) d'Arthur Hiller
- 1963 : Le Crapaud masqué de Franz Josef Gottlieb
- 1963 : Peau de banane de Marcel Ophüls
- 1963 : Les Tontons flingueurs de Georges Lautner : Tomate
- 1963 : Le Grand Jeu de l'amour (Das große Liebesspiel) d'Alfred Weidenmann
- 1963 : Ein Alibi zerbricht d'Alfred Vohrer
- 1964 : Angélique, marquise des anges de Bernard Borderie
- 1965 : DM-Killer de Rolf Thiele
- 1965 : Du suif dans l'Orient-Express d'Alfred Weidenmann
- 1965 : Merveilleuse Angélique de Bernard Borderie
- 1965 : Corrida pour un espion de Maurice Labro
- 1965 : Pleins feux sur Stanislas de Jean-Charles Dudrumet
- 1965 : Sherlock Holmes contre Jack l'Éventreur (A Study in Terror) de James Hill
- 1966 : Avec la peau des autres de Jacques Deray
- 1977 : L'Œuf du serpent (The Serpent's Egg) d'Ingmar Bergman
- 1980 : Fabian de Wolf Gremm
- 1986 : Rosa Luxemburg (Die Geduld der Rosa Luxemburg) de Margarethe von Trotta
- 1988 : Le Passager (Welcome to Germany) de Thomas Brasch
- 2000 : L'Insaisissable (Die Unberührbare) d'Oskar Roehler